# スコルピオン2世 (ファラオ)
スコルピオン2世（英: King Scorpion II）は、古代エジプトに実在したとされるファラオ。
歴史上のスコーピオン・キングは、エジプト先王朝時代の上エジプトのファラオであった。考古学上、エジプト第1王朝のナルメルと同一人物であることが有力視されている。

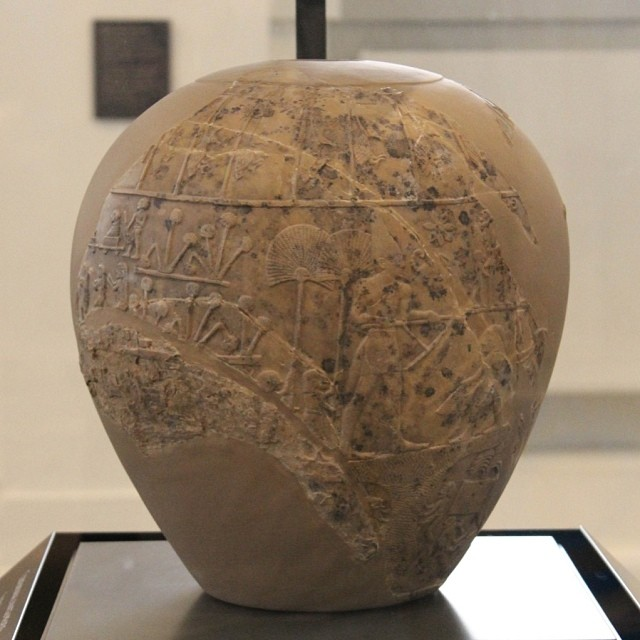
スコルピオン2世のメイスヘッド

James E. Quibellらのヒエラコンポリス（ネケン）での発掘で、ナルメルのパレットの側で発見されたメイスヘッドが実在の証拠となっている。